# Текле Гайманот
Текле Гайманот або Такла Гайманот (мовою гіз ተክለ፡ ሃይማኖት такла гайманот, сучасною текле гайманот, «Рослина Віри»; відомий у Коптській церкві як святий Такла Гайманот Ефіопський; бл. 1215 — бл. 1313) — один з найвідоміших і найпопулярніших християнських святих в Ефіопії, зокрема в Ефіопській Православній Церкві (Церква Тавахедо). Чернець та преподобний. Авва Такла Гайманот займає також визначне місце в Коптській православній церкві Єгипту. Коптська церква святкує щорічне свято, коли вшановують цього великого ефіопського святого (день його відходу/свята припадає на 24 число місяця Месра = 31 серпня).

## Народження та дитинство святого
Його батько був ефіопським священником, який любив Архангела Михаїла, як і його мати — багата та праведна жінка, яка теж вельми шанувала Архангела Михаїла. Разом вони завжди святкували свято цього архангела 12-го числа кожного місяця. Після багатьох років молитов і прохань у них народився син Фесега Ціон (радість Сіона), оскільки мати святої дитини була неплідною до його народження.
Звістка Архангела Михаїла сповнилася, коли він сказав до Цеги Зе-Аба, батька Фесеги Ціона, «Ти породиш дитину, яка стане апостолом Ефіопії». Його батьки зраділи його народженню і відсвяткували це свято, на котрий запросили бідарів. Три дні після народження, на Фесегу Ціона зійшов Святий Дух і малюк відкрив уста і промовив «Один Святий Отець. Один Святий Син. Один Святий Дух.»
З дитинства Фесега Ціон творив чуда. Одне таке відоме чудо трапилося коли йому було лише 18 місяців. В землях, де жили його батьки, розпочався голод. В результаті якого Цега Зе-Аб та його дружина нічого не мали для святкування свята їхнього улюбленого Архангела Михаїла. Одного дня, коли Фесегу Ціона годували, він вказав рукою на відро з борошном, яке було пустим. Його побожна мати принесла йому це відро і відразу ж коли він доторкнувся до нього, відро наповнилося борошном. Перед дитиною ставили відро за відром аж поки 12 відер не наповнилися борошном. Тоді мати вирішила принести дзбан з оливою. Фесега Ціон поклав у нього свою дитячу руку і зробив хресне знамення. Олива почала наповняти дзбанок. З нього мати розливала олію до інших дзбанків доти поки її не було достатньо для щомісячних гостин для бідарів на честь Архангела Михаїла, які регулярно влаштовували батьки святого.

## Пастирське служіння
Коли йому виповнилося 15 років, його праведний батько взяв юнака до єпископа Амхари Кирила пома, якому було видіння від Бога висвятити Фесегу Ціона на диякона. Як диякон, він продовжив творити чуда та зціляти хворих. Багато хто говорив, що він — бог, але Фесега Ціон відповідав таким, що лише Один Правдивий Бог заслуговує честі, хвали та поклоніння. Одного дня після полювання з друзями, йому явився Архангел Михаїл і сказав юнакові присвятити решту свого життя для спасіння душ людей. Архангел також звістив, що Бог наділить його даром лікування багатьох недуг, даром воскресення померлих та силою проганяти злих духів во Його Святе Ім'я. Саме тоді Архангел Михаїл змінив його ім'я на Такла Гайманот, котре означає «Рай Отця, Сина, і Святого Духа».
Святий Такла повернувся додому і роздав усі свої гроші бідним. Незабаром, єпископ Кирило помазав його на священика Шеви (регіон навколо сучасного м. Аддис-Абеба). Праведний Такла особливо піклувався про духовний добробут людей Шеви. Він проповідував Святу Євангелію покаяння та прощення гріхів. Крім того, він постійно зцілював хворих та творив багато чуд. Завдяки його святості, багато місцевих людей прийняло християнську віру. Він виганяв злих духів та демонів, навертав до хрещення царів. Бог обдарував його багатьма дарами. Він воскрешав мертвих, міг передвіщати майбутні події і тихо виголошував правдиві пророцтва. Такла Гайманот трудився при найтяжчих працях в монастирях, де він жив з вдячністю. Він уникав всякої хвали і продовжував провадити життя посвяти Богу — у пості, молитві, співі та поклонах перед Господом Ісусом Христом.

## Шестикрилий образ святого
Одна з найвідоміших історій стосовно цього святого оповідає про те, як він жив у Монастирі Абба Арагаві на вершині дуже високої та крутої гори. Після якогось часу перебування у цьому віддаленому монастирі, Святому Таклі з'явився Господній Ангол сказавши, щоби він спустився до підніжжя гори і жив у печері, що знаходиться там. Святий попрощався з настоятелем та ченцями монастиря попросивши їхніх молитов і почав свій спуск з вершини цієї крутої гори. За прийнятим звичаєм, для полегшення сходження з вершини, ченці спускали святого на прив'язаному шнурі. Але раптово і несподівано шнурок обірвався і ченці боялися найгіршого. Миттєво і на превелике диво, у святого з'явилося шість крил, якими він швидко та безпечно залетів до підніжжя гори. Через це чудо, на іконах Святий Такла зображується зі шести красивими білими крилами подібно херувиму.

## Іноземна література та ресурси
- The Coptic Orthodox Synaxarium: The Birth of St. Takla Haymanot, the Ethiopian and The Departure of St. Takla Haymanot, the Ethiopian
- The saint's detailed hagiography at the Web site of St. Takla Haymanot Coptic Orthodox Church, Alexandria, Egypt
- The Book of the Saints of the Ethiopian Church (Cambridge, 1928)
- Hagiographic account by H.G. Abba Youssef, Bishop of the Coptic Orthodox Diocese of the Southern United States
- EthiopianOrthodox.org
- Abbink J. A Bibliography on Christianity in Ethiopia. Leiden: African Studies Centre, 2003